# Torneo de Copa Alfredo Lois
El Torneo de Copa "Alfredo Lois" fue un torneo oficial disputado únicamente en 1969. Fue el primer intento dentro de la Asociación Uruguaya de Fútbol de realizar un campeonato que integrara a los equipos de varias divisionales. Fue creado con el objetivo de otorgar un clasificado a la primera (y única válida) edición de la Copa de Campeones de Copa de la Conmebol.
El torneo se desarrolló entre mayo y junio de 1969, antes de la disputa del Torneo Cuadrangular y del Campeonato Uruguayo de 1969. La copa llevó el nombre de Alfredo Lois, expresidente de Rampla Juniors, equipo que, a su vez, se proclamó campeón del torneo (el cuarto torneo obtenido para Rampla en Primera luego del Campeonato Uruguayo en 1927 y los Torneo Competencia de 1950 y 1955).

## Formato
Un total de 16 clubes, provenientes de Primera "A" y Primera "B", participaron de la competición. El torneo empezó en mayo de 1969 y finalizó en junio. 
Participaron los 10 equipos que disputaron la Primera División en 1968 (Cerro, Danubio -descendido-, Defensor, Liverpool, Nacional, Peñarol, Racing, Rampla Juniors, River Plate y Sud América), más 5 equipos de la Primera B (Bella Vista -ascendido-, Central, Huracán Buceo, Wanderers y Progreso) y el campeón de la Divisional Intermedia (Alto Perú).
Rampla Juniors como campeón de la competencia clasificó a competir de la Copa Ganadores de Copa 1970. No hubieran podido clasificar a la misma ni Nacional ni Peñarol que jugaron la Copa Libertadores de 1970. A su vez, si un equipo de la "B" llegaba por lo menos a la final ascendía a la “A”, lo que sucedió con Danubio que había descendido pero al llegar a la final logró el ascenso nuevamente, por lo tanto el mismo no se hizo efectivo entre una edición y la otra.

## Equipos participantes
Los equipos se dividieron en dos series de ocho equipos cada uno. Los equipos señalados con (B) pertenecían a la segunda categoría al inicio del año 1969:
En la primera serie compitieron Alto Perú (B), Cerro, Defensor, Montevideo Wanderers (B), Nacional, Progreso (B), River Plate y Sud América.
La segunda serie fue integrada por Bella Vista, Central (B), Danubio (B), Huracán Buceo (B), Liverpool, Peñarol, Racing y Rampla Juniors.

## Resultados

### Partidos
| Nacional       | 2-1 | Progreso        |
| Cerro          | 3:0 | Alto Perú       |
| Sud América    | 1:0 | Defensor        |
| River Plate    | 4:2 | Wanderers       |
| Huracán Buceo  | 2:1 | Peñarol         |
| Racing         | 2:2 | Central Español |
| Danubio        | 3:1 | Liverpool       |
| Rampla Juniors | 3:1 | Bella Vista     |

| Peñarol         | 5:2 | Bella Vista    |
| Racing          | 3:2 | Rampla Juniors |
| Peñarol         | 0:0 | Danubio        |
| Huracán Buceo   | 2:0 | Rampla Juniors |
| Central Español | 2:1 | Liverpool      |
| Nacional        | 1:0 | Cerro          |
| River Plate     | 0:0 | Alto Perú      |
| Defensor        | 3:1 | Wanderers      |
| Progreso        | 1:1 | Sud América    |

| Liverpool       | 2:1 | Huracán Buceo |
| Central Español | 0:0 | Danubio       |
| Racing          | 1:1 | Bella Vista   |
| Rampla Juniors  | 3:2 | Peñarol       |

| Peñarol        | 6:1 | Racing           |
| Bella Vista    | 4:0 | Central Esdpañol |
| Rampla Juniors | 5:1 | Liverpool        |
| Danubio        | 5:0 | Huracán Buceo    |
| Nacional       | 2:1 | Defensor         |
| Cerro          | 2:0 | Progreso         |
| Wanderers      | 2:0 | Alto Perú        |
| River Plate    | 0:0 | Sud América      |

| Nacional  | 0:0 | Sud América |
| Wanderers | 2:1 | Cerro       |
| Defensor  | 1:0 | River Plate |
| Alto Perú | 2:0 | Progreso    |
| Peñarol   | 0:1 | Liverpool   |

### Posiciones
Resultados de la primera y segunda serie (posiciones transitorias, falta información).
| # | Equipo               | PJ | PG | PE | PP | GF | GC | Pts |
| - | -------------------- | -- | -- | -- | -- | -- | -- | --- |
| 1 | Nacional             | 4  | 3  | 1  | 0  | 5  | 2  | 10  |
| 2 | Cerro                | 4  | 2  | 0  | 2  | 6  | 3  | 6   |
| 3 | Defensor             | 4  | 2  | 0  | 2  | 5  | 4  | 6   |
| 4 | Sud América          | 4  | 1  | 3  | 0  | 2  | 1  | 6   |
| 5 | Montevideo Wanderers | 4  | 2  | 0  | 2  | 7  | 8  | 6   |
| 6 | River Plate          | 4  | 1  | 2  | 1  | 4  | 3  | 5   |
| 7 | Alto Perú            | 4  | 1  | 1  | 2  | 2  | 5  | 4   |
| 8 | Progreso             | 4  | 0  | 1  | 3  | 2  | 7  | 1   |

- Tabla incompleta.

| # | Equipo         | PJ | PG | PE | PP | GF | GC | Pts |
| - | -------------- | -- | -- | -- | -- | -- | -- | --- |
| 1 | Danubio        | 4  | 2  | 2  | 0  | 8  | 1  | 8   |
| 2 | Peñarol        | 4  | 2  | 1  | 1  | 12 | 5  | 7   |
| 3 | Rampla Juniors | 4  | 2  | 0  | 2  | 10 | 7  | 6   |
| 4 | Huracán Buceo  | 4  | 2  | 0  | 2  | 5  | 8  | 6   |
| 5 | Central        | 4  | 1  | 2  | 1  | 4  | 7  | 5   |
| 6 | Racing         | 4  | 1  | 2  | 1  | 7  | 11 | 5   |
| 7 | Bella Vista    | 4  | 1  | 1  | 2  | 8  | 9  | 4   |
| 8 | Liverpool      | 4  | 1  | 0  | 3  | 5  | 11 | 3   |

- Tabla incompleta.

### Fase final
|  | Semifinales                     | Semifinales |   |                             | Final                           | Final |  |
|  |                                 |             |   |                             |                                 |       |  |
|  |                                 |             |   |                             |                                 |       |  |
|  | 17 de junio, Estadio Centenario |             |   |                             |                                 |       |  |
|  | Rampla Juniors (pró.)           | 5           |   |                             |                                 |       |  |
|  | Nacional                        | 3           |   |                             |                                 |       |  |
|  |                                 |             |   |                             |                                 |       |  |
|  |                                 |             |   |                             | 22 de junio, Estadio Centenario |       |  |
|  |                                 |             |   |                             | Rampla Juniors                  | 3     |  |
|  |                                 | Danubio     | 1 |                             |                                 |       |  |
|  |                                 |             |   |                             |                                 |       |  |
|  |                                 |             |   |                             |                                 |       |  |
|  |                                 |             |   |                             | Tercer puesto                   |       |  |
|  | ?                               | ?           |   | 22 de junio, Parque Central | 22 de junio, Parque Central     |       |  |
|  | Danubio                         | 2 *         |   | Nacional                    | 2                               |       |  |
|  | Sud América                     | 2           |   |                             | Sud América                     | 1     |  |

(*): Danubio clasificó a la final por mejor goal average en la fase clasificatoria.

## Títulos por año
| Año  | Campeón        | Final Resultados | Subcampeón | Tercer puesto | Resultado | Cuarto puesto |
| ---- | -------------- | ---------------- | ---------- | ------------- | --------- | ------------- |
| 1969 | Rampla Juniors | 3:1              | Danubio    | Nacional      | 2:1       | Sud América   |